# Citrulina
Citrulina es un compuesto orgánico α-aminoácido perteneciente al grupo de los aminoácidos no proteicos.
Su nombre se deriva de citrullus, palabra en latín para sandía, de donde lo aislaron por primera vez Koga y Odake en 1914. Wada lo identificó finalmente en 1930.
Su fórmula química es:
H2NC(O)NH(CH2) 3CH(NH2)CO2H.

## Biosíntesis
La citrulina es un intermediario en la síntesis del aminoácido arginina. 
Forma parte del ciclo de la urea, mecanismo por el cual el amoníaco, un producto tóxico del metabolismo proteico, se transforma en urea, un compuesto neutro y no tóxico. Esto ocurre en el hígado de los organismos ureotélicos.
La citrulina se forma por transferencia del grupo carbamoilo proveniente del anhídrido del ácido fosfórico al grupo d-amino de la ornitina, mediante la enzima ornitina transcarbamoilasa.
El grupo carbamoilo/carbamilo se forma de la siguiente manera:
El grupo amino entra en las mitocondrias transportado bajo la forma de glutamato.
Por desaminación oxidativa del glutamato, se genera amoníaco (NH
3):

El amoníaco libre se usa junto con el dióxido de carbono para formar fosfato de carbamilo, un compuesto muy inestable en una reacción catalizada por la carbamil-fosfato-sintetasa, presente en la matriz mitocondrial:
El fosfato de carbamilo producido en la mitocondria cede después un grupo carbamilo a la ornitina que se forma en el citosol pero que penetra en la mitocondria a través de un transporte específico de la membrana interna
mediante la acción de la enzima ornitin-carbamil-transferasa u ornitina transcarbamoilasa. El producto es la citrulina:
La citrulina formada abandona después la matriz mitocondrial a través de un contratransportador ornitina/citrulina para pasar al citosol, donde tienen lugar el resto de las reacciones del ciclo de la urea.

## Función
La citrulina tiene la capacidad de producir un relajamiento de los vasos capilares. Además, al convertirse, a través del metabolismo, en un aminoácido llamado arginina, produce efectos beneficiosos en el corazón, en el aparato circulatorio y beneficia el sistema inmunitario.[cita requerida]
Varias proteínas contienen citrulina como resultado de una modificación post-traduccional. Estos residuos de citrulina son generados por una familia de enzimas llamadas peptidil-arginina deiminasas (PAD), las cuales convierten arginina en citrulina, en un proceso llamado citrulinación o deiminación. La proteína båsica de mielina (BMP), la filagrina y varias proteínas histonas suelen contener residuos de citrulina. Por otro lado, otras proteínas, como la fibrina y la vimentina, son susceptibles a la citrulinación durante la muerte celular y la inflamación de tejidos.
Pacientes con artritis reumatoidea presentan con frecuencia anticuerpos detectables contra proteínas que contienen citrulina. Aunque se desconoce el origen de esta respuesta inmune, la detección de anticuerpos reactivos contra citrulina contenida en proteínas o péptidos, es un importante elemento de diagnóstico de la artritis reumatoidea.
La concentración de citrulina circulante es, en los seres humanos, un biomarcador de la funcionalidad intestinal.

## Galería

En coloreado: Ciclo de la Urea.
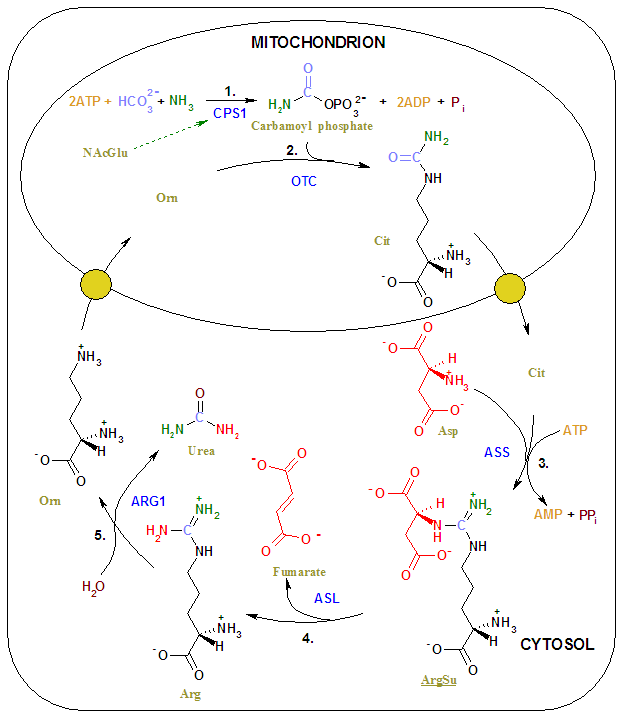
Ciclo de la Urea.